# Diceratalebra interrogata
Diceratalebra interrogata är en insektsart som först beskrevs av Knull 1940.  Diceratalebra interrogata ingår i släktet Diceratalebra och familjen dvärgstritar. Inga underarter finns listade i Catalogue of Life.